# Масса-Фіскалья
Масса-Фіскалья (італ. Massa Fiscaglia) — колишній муніципалітет в Італії, у регіоні Емілія-Романья, провінція Феррара. З 1 січня 2014 року Масса-Фіскалья є частиною новоствореного муніципалітету Фіскалья.
Масса-Фіскалья розташована на відстані близько 330 км на північ від Рима, 65 км на північний схід від Болоньї, 31 км на схід від Феррари.
Населення — 3543 особи (2012).
Щорічний фестиваль відбувається 22 лютого. Покровитель — святий Петро.

## Демографія
Населення за роками:

Станом на 31 грудня 2010 року в муніципалітеті офіційно проживав 121 іноземець з 18 країн, серед них 28 громадян країн Євросоюзу та 9 громадян України.

## Сусідні муніципалітети
- Кодігоро
- Лагозанто
- Мільярино
- Мільяро
- Остеллато